# アクセスモデル
アクセスモデルとは、音楽を所有する権利ではなく、音楽へアクセスする権利を消費者に売るビジネスモデル。SpotifyやApple Music、LINE MUSICなど定額制音楽配信、YouTubeなど動画共有、Pandora Radioなどパーソナライズドラジオ、MTVやスペースシャワーTV、ゆうせんなど有料音楽放送が該当する。アクセス権ビジネス、アクセスライツ・モデルとも称される。
世界のレコード産業売上は2014年に物理売上（CD、DVD等）にデジタル売上が並んだが、デジタル売上の内訳はアクセスモデルの割合が32%を占めている。これは5年前の11%と比べると3倍の急成長であり、IFPI（国際レコード産業連盟）は近い将来、レコード産業の主な売上はアクセスモデルが占めるようになると予測している。

## 歴史
エジソンのレコード発明以来、人びとはスタジオで制作された音源の複製物（レコード・カセットアルバム・CD・DVDなど）を所有する権利（複製権＝コピーライツ）に対価を支払ってきた。しかしPCとインターネットの普及で、音楽ファイルの複製は誰もが容易にできるようになり、複製物を売るというレコード産業のビジネスモデルは技術的根拠を失った。
かわりに登場したビジネスモデルが、このアクセスモデルである。クラウド上の音楽ファイルにスマートフォンなどでアクセスし、3G以上のモバイル通信回線を通してストリーミングで再生する環境ができたことで、アクセスモデルはレコード産業の収益モデルとして機能するようになった。フリーミアムモデルの定額制配信Spotifyおよび広告ベースのYouTubeの世界的な流行がこれを牽引。2014年にGoogle、2015年にAppleといった巨大企業が定額制配信に参入したことで普及が加速している。

## 範囲
RIAA(米レコード協会)の報告書に基づけば、アメリカにおけるアクセスモデルの主要業者はPandora、YouTubeなど広告ベースの無料ストリーミング配信、SpotifyやApple MUSICなど定額制ストリーミング配信、Sirius XMなど定額制の有料音楽放送である。
IFPI(国際レコード産業連盟)の記述ではアクセスモデルは、デジタル音楽配信に絞って言及しているが、米レコード協会はSirius XMなど定額制の衛星音楽放送もアクセスモデルに分類した。
衛星音楽放送は作詞作曲の著作権料の他に、音源の楽曲使用料を各レコード会社に支払っており、視聴者はSirius XMの月額料金を通じて、衛星またはインターネットを通じて音楽へアクセスする権利へ対価を支払っている。なおアメリカのラジオ業界は作詞作曲への対価を支払っているが音源の使用料（Performing Rights Fee）は支払っていない。
先のRIAAの報告書の分類に基づけば、国内事業者による主なアクセスモデルは、レコチョクBEST、AWA、LINE MUSIC、KKBOXなど定額制音楽配信、LIFE's RADIO、NTTドコモdヒッツなど定額制パーソナライズド・ラジオ、ゆうせんなど有料音楽放送、スペースシャワーTV、MUSIC ON! TVなど衛星音楽放送、ニコニコ動画など動画共有が該当する。
日本で1975年に始まった貸レコード（レンタルCD）のビジネスも、1984年の著作権法改正と日本レコードレンタル商業組合（現日本コンパクトディスク・ビデオレンタル商業組合）の成立以降は、アクセスモデルに分類しうるという見解もある。音楽へアクセスする権利をレンタル料として週額や日額で消費者に売り、その収益をレコード会社や音楽事務所など原盤権の所有者へ分配しているためである。

## 言及
2013年、米レコード協会（RIAA）はレポートで、レコード産業が所有モデルからアクセスモデルへ移行しつつあることを報告。2012年、アメリカのレコード産業売上のうち15%がアクセスモデルによる収益であったと伝えた。翌2013年にはアクセスモデルの割合は、倍の34%に拡大している。
日本では音楽業界サイトのmusicman-netにおける榎本幹朗の連載が2012年にアクセス権ビジネスへの移行について言及し、音楽業界に知られることになった。